# کالاهاری ۱۷۰۲
سیارک ۱۷۰۲ (به انگلیسی: 1702 Kalahari، نامگذاری:A924NC) هزار و هفتصد و دومین سیارک کشف شده‌است که در ۷ ژوئیه ۱۹۲۴ کشف شد.
قدر مطلق سیارک برابر ۱۱٫۰۳ است.